# NGC 7681
NGC 7681 (другие обозначения — PGC 71558, UGC 12620, MCG 3-59-63, ZWG 454.74) — линзообразная галактика (S0) в созвездии Пегас.
Этот объект входит в число перечисленных в оригинальной редакции «Нового общего каталога».